# Chevrolet Cobalt
La Cobalt est une berline familiale du constructeur automobile américain Chevrolet commercialisée à partir de 2005, remplaçant la populaire Chevrolet Cavalier.
Pendant plusieurs années, malgré la compétition très féroce de Honda ou Toyota, la Cobalt était très populaire. Le modèle LT lui rendait la vie facile avec ses options à bas prix ou la version SS qui offrait de la puissance avec un moteur 2,4 l (174 ch) ou 2 L turbocharged (264 ch) ou supercharged (204 ch).
Elle est remplacée en 2011 par la Chevrolet Cruze.

## Première génération (2004-2010)

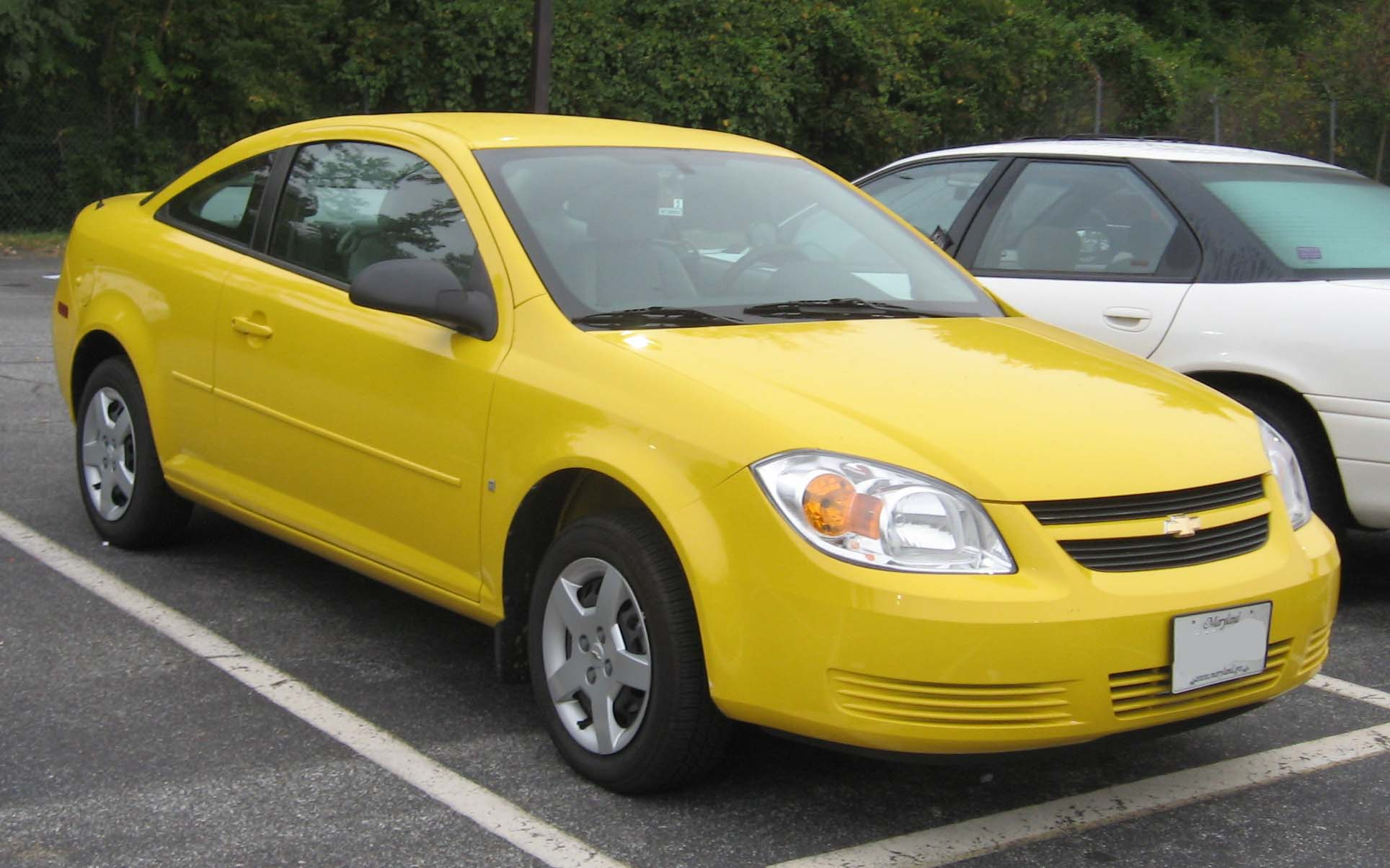
Chevrolet Cobalt Coupé.

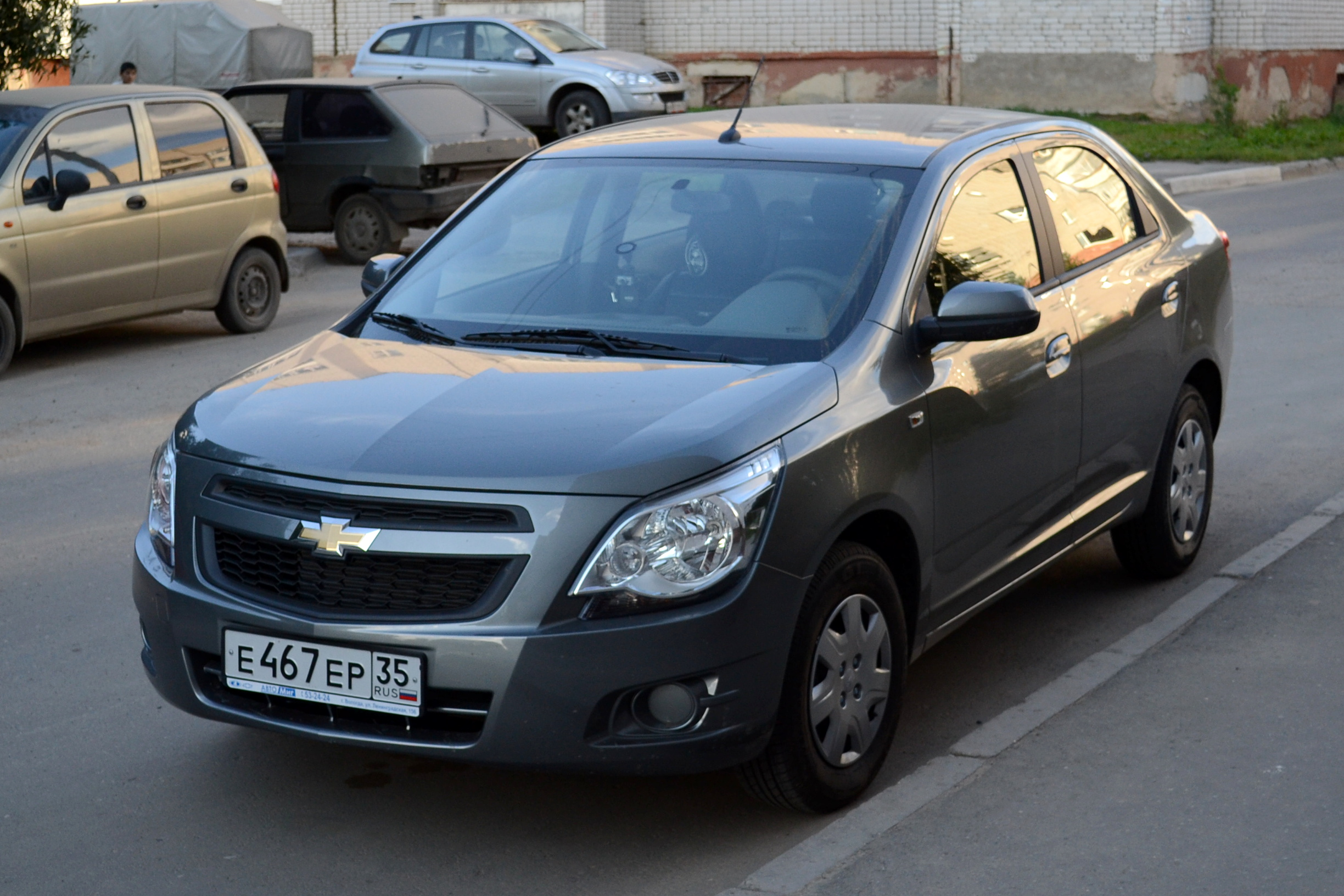
Chevrolet Cobalt Phase II

### Caractéristiques
La suspension avant était indépendante avec des jambes MacPherson, tandis qu'une poutre de torsion semi-indépendante était utilisée à l'arrière. L'empattement était de 2 624 mm, plus long que ses concurrentes, et la largeur était de 1 737 mm. Le poids était moyen pour sa catégorie, à 1 216 kg pour le coupé et 1 246 kg pour la berline. En 2009, l'économie de carburant évaluée par l'Agence américaine de protection de l'environnement a été augmentée à 9,8 litres aux 100 km en ville, 6,9 litres aux 100 km sur autoroute avec la transmission automatique et de 9,0 litres aux 100 km en ville, 6,4 litres aux 100 km sur autoroute avec la transmission manuelle. La puissance du moteur a été augmentée à 157 ch (116 kW).

### Changements d'une année à l'autre
- 2006 : Une Cobalt SS non suralimenté a été ajouté à la gamme. Cette voiture était équipée d'un quatre cylindres en ligne Ecotec de 2,4 L atmosphérique. La LS est devenu le modèle de base tandis que la LT été commercialisé comme finition de milieu de gamme; la finition de niveau supérieur était maintenant la LTZ. De plus, comme avec la plupart des autres véhicules GM de cette année-là, le symbole Mark of Excellence de GM a été ajouté aux deux ailes avant près des portes.
- 2007 : Les deux moteurs ont été réglés pour plus de puissance tout en conservant la même économie de carburant. L'Ecotec de 2,2 L était désormais évalué à 150 ch (110 kW) et l'Ecotec de 2,4 L à 175 ch (129 kW). D'autres changements incluent une nouvelle console, un nouveau volant et une nouvelle unité radio qui dispose d'une prise d'entrée audio. De plus, tous les modèles, à l'exception des modèles LS et LT1, utilisaient désormais un modèle de boulon de roue 5x110. Les LS et LT1 ont conservé le 4x100 standard. En outre, l'année de modèle 2007 a marqué l'introduction d'un nouvel ordinateur 32 bits qui a remplacé l'unité 16 bits de 2006.
- 2008 : Le coupé et la berline SS de 2,4 L atmosphérique à haut rendement ont été renommés respectivement «Sport Coupe» et «Sport Sedan». La nouvelle Cobalt SS est doté d'un moteur turbocompressé de 264 ch (194 kW), remplaçant le moteur suralimenté qui a été proposé de 2005 à 2007. Au milieu de l'année, consommation de carburant était passée à 9,4 litres aux 100 km en ville ; 6,5 litres aux 100 km sur autoroute pour les modèles LS et 1LT, coupé et berline avec transmission manuelle; désormais étiquetés avec un badge XFE (X-tra Fuel Economy)[1]. La radio XM, les sacs gonflables latéraux pour plus de sécurité et le lecteur MP3 étaient désormais de série au lieu d'être optionnels. Le système de contrôle de stabilité StabiliTrak a été introduit. D'autres changements ont inclus l'ajout et la suppression de plusieurs couleurs extérieures et intérieures. Le nouveau coupé SS (turbocompressé) a été lancé vers la fin du mois de mai 2008, il s'agissait d'un lifting de la version de 2005-2007.
- 2008 (finition Special Edition) : La finition Special Edition pour la Cobalt a été introduite le 16 août 2008, qui comprenait toutes les options disponibles sur les modèles SS précédents, à l'exception du moteur 2,0 L turbocompressé. Au lieu de cela, elle a de nouveau été construite avec le moteur 2,4 L atmosphérique similaire aux modèles Cobalt Sport. La finition Special Edition pouvait venir avec un toit ouvrant, un kit d'effets au sol GM, la transmission manuelle à 5 vitesses Getrag F23, et en plus les jantes de roue à 5 ergots que les éditions SS avaient. Les Special Edition avaient toutes un badge "Special Edition" et étaient livrées avec des variations de couleurs uniques et des rayures de course[réf. nécessaire].
- 2009 : Les modèles "Sport Coupe" et "Sport Sedan" de 2,4 L atmosphérique ont tous deux été supprimés, de même que le moteur L61 de 2,2 L. Les deux ont été remplacés par le moteur LAP de 2,2 L offrant ainsi une meilleure économie de carburant et plus de puissance, ainsi qu'une berline SS ajoutée à la gamme. Trois couleurs extérieures ont été modifiées et une couleur intérieure a été supprimée. Des capacités Bluetooth ont été ajoutées. Une option pour un affichage des performances reconfigurable[2], disponible sur le coupé SS, pouvait lire diverses données de sortie du moteur et modifier les paramètres de performances.
- 2010 : La voiture a été remplacée par la Chevrolet Cruze[3].

### Sécurité
Selon l'Insurance Institute for Highway Safety (IIHS), la Cobalt a reçu un score global "Good" pour les collisions frontales. Cependant, elle a reçu une note globale «Poor» pour les impacts latéraux sans airbags rideaux et une note globale «Acceptable» avec les airbags rideaux. En 2008, les airbags rideaux sont devenus standard, mais la structure de la Cobalt restant la même et, par conséquent, dans la catégorie structure/sécurité du test d'impact latéral de l'IIHS, la Cobalt a reçu un score "Marginal". Les airbags latéraux sont limités au type rideau; les coussins gonflables latéraux de type torse ne sont pas disponibles. Selon les mesures de blessure de l'IIHS prises lors d'essai de choc latéral, le torse du conducteur reçoit un score «Marginal».
L'IIHS a également constaté que pour les années modèle de 2005-2008, les Cobalt avaient un taux de mortalité plus élevé dans la catégorie des petites voitures à 4 portes, avec 117 décès par million enregistrées sur une année par rapport à la moyenne de sa catégorie de 71.
Essai de la NHTSA pour collision de la berline de 2010:
- Frontal conducteur :
- Frontal passager :
- Latéral conducteur :
- Latéral passager :
- Tonneau :

Avant 2009, la Cobalt n'offrait le contrôle de stabilité qu'en option sur les modèles Sport.

### Défauts et rappels
Au début de 2007, 98 000 coupés Cobalt des années modèle de 2005-2006 ont été rappelés après découverte qu'elles ne répondaient pas aux exigences de sécurité fédérales en raison d'un manque de rembourrage adéquat dans une zone spécifique de la garniture du véhicule. Cela a entraîné une vulnérabilité inacceptable des blessures à la tête, bien que GM ait affirmé que la vulnérabilité n'affectait que les automobilistes ne portant pas de ceinture de sécurité.
Le 2 mars 2010, GM a annoncé le rappel de 1,3 million de voitures compactes en Amérique du Nord, dont la Chevrolet Cobalt, en raison de problèmes de direction assistée. GM a implémenté la réparation sur les modèles plus anciens avant de réparer les modèles plus récents, car la voiture a été remplacée par la Chevrolet Cruze fin 2010. La Pontiac G5 et ses variantes internationales ont également été touchés, bien que GM ait déjà mis fin à la production de la marque Pontiac à ce moment.
Le 28 septembre 2012, GM a annoncé le rappel de 40 859 voitures, dont la Chevrolet Cobalt de l'année modèle 2007-2009, en raison d'une fuite potentielle de carburant. Bien que le rappel ait été limité à cinq États, les véhicules des autres États du Sud ont été couverts pour réparation lorsque la chaleur estivale provoqué des fissures dans le réservoir de carburant. La fuite de vapeur de carburant pouvait être détectée pendant les journées chaudes par une odeur d'essence à proximité de la voiture.
Des interrupteurs d'allumage défectueux dans les Cobalt, qui ont coupé l'alimentation de la voiture alors en mouvement, ont finalement été liés à de nombreux accidents entraînant la mort, à commencer par un adolescent en 2005 qui a conduit sa nouvelle Cobalt dans un arbre. "If only they had listened - HOW A GM LIFER SPENT YEARS TRYING TO WARN THE COMPANY, AND HOW IT SILENCED HIM". L'interrupteur a continué d'être utilisé dans la fabrication des véhicules, même après que GM eut connu le problème. Le 21 février 2014, GM a rappelé plus de 700 000 Cobalt pour des problèmes liés aux interrupteurs d'allumage défectueux. En mai 2014, la NHTSA a infligé une amende de 35 millions de dollars à la société pour ne pas avoir rappelé les voitures avec les interrupteurs d'allumage défectueux pendant une décennie, malgré le fait qu'il y avait un problème avec les interrupteurs. Treize décès ont été liés aux interrupteurs défectueux durant le temps que la société n'a pas rappelé les voitures,.

### Ventes
| Année modèle            | Ventes aux États-Unis |
| ----------------------- | --------------------- |
| 2004                    | 4 960                 |
| 2005                    | 212 667               |
| 2006                    | 211 451               |
| 2007                    | 200 621               |
| 2008                    | 188 045               |
| 2008 SS Special Edition | 5 000                 |
| 2009                    | 104 724               |
| 2010                    | 97 376                |
| 2011                    | 127 472               |

### Pontiac G5
La Pontiac G5 était une version rebadgée de la Chevrolet Cobalt.
La Pontiac Pursuit a été introduite au Canada en tant que berline en 2005. La Pontiac Pursuit n'était disponible qu'en berline et n'a été vendue au Canada que de 2005 à 2006. En 2006, une autre version du véhicule a été lancée au Canada, la Pontiac G5 Pursuit, mais elle était maintenant disponible à la fois en berline et en coupé. Ce véhicule était également disponible au Mexique en berline et en coupé sous le nom de Pontiac G4 de 2005 à 2006.
Aux États-Unis, la Pontiac G5 a été mis en vente en 2006 en tant que modèle de 2007, remplaçant la Pontiac Sunfire. Aux États-Unis, la Pontiac G5 n'était disponible qu'en coupé. Cependant, au Canada et au Mexique, la Pontiac G5 a été mise en vente au début de 2007 en tant que modèle de 2007, disponible à la fois en berline et en coupé.
General Motors a abandonné la Pontiac G5 aux États-Unis en 2009. Un an plus tard, en 2010, General Motors a abandonné la Pontiac G5 au Canada et au Mexique. La G5 a été abandonné en raison directe de l'abandon progressif de la marque Pontiac par General Motors en 2010. Aux États-Unis et au Mexique, la Chevrolet Cruze a remplacé à la fois la Chevrolet Cobalt et la Pontiac G5. La Buick Verano a remplacé la Pontiac G5 au Canada.

### Remplacement
Article principal: Chevrolet Cruze
En 2009, Chevrolet a lancé le futur successeur de la Cobalt, la Chevrolet Cruze (basé sur la nouvelle plate-forme Delta II), en Europe, avec des lancements sur d'autres marchés (y compris aux États-Unis) en 2010. La Cobalt a mis fin à sa production le 23 juin 2010. Avec l'arrêt de la marque Pontiac par GM en 2010, la Buick Verano est commercialisée comme la successeure de la G5 au Canada, tandis que la Cruze sert de remplacement de facto a la Pontiac G5 en Amérique.

### Galerie

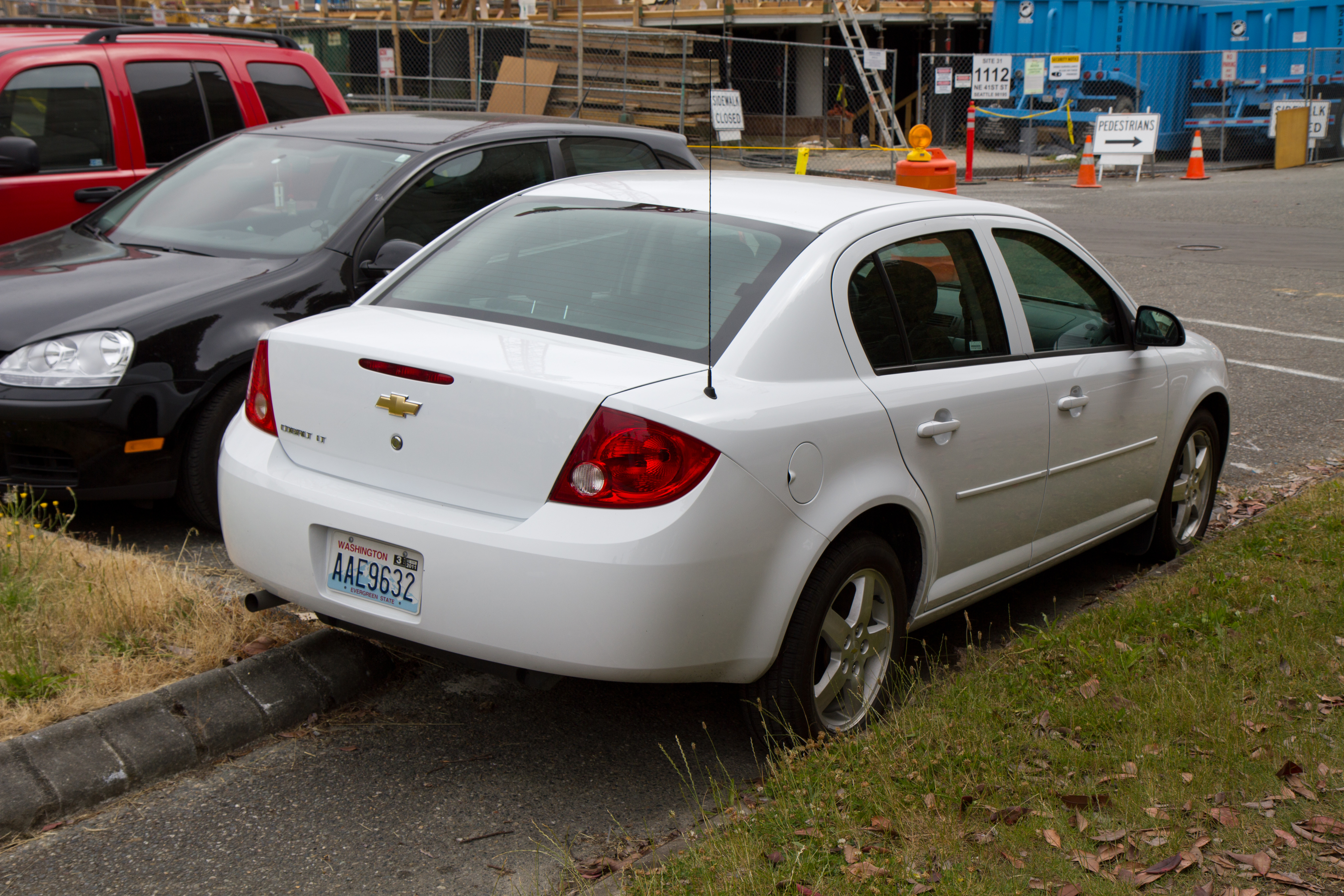
Chevrolet Cobalt berline
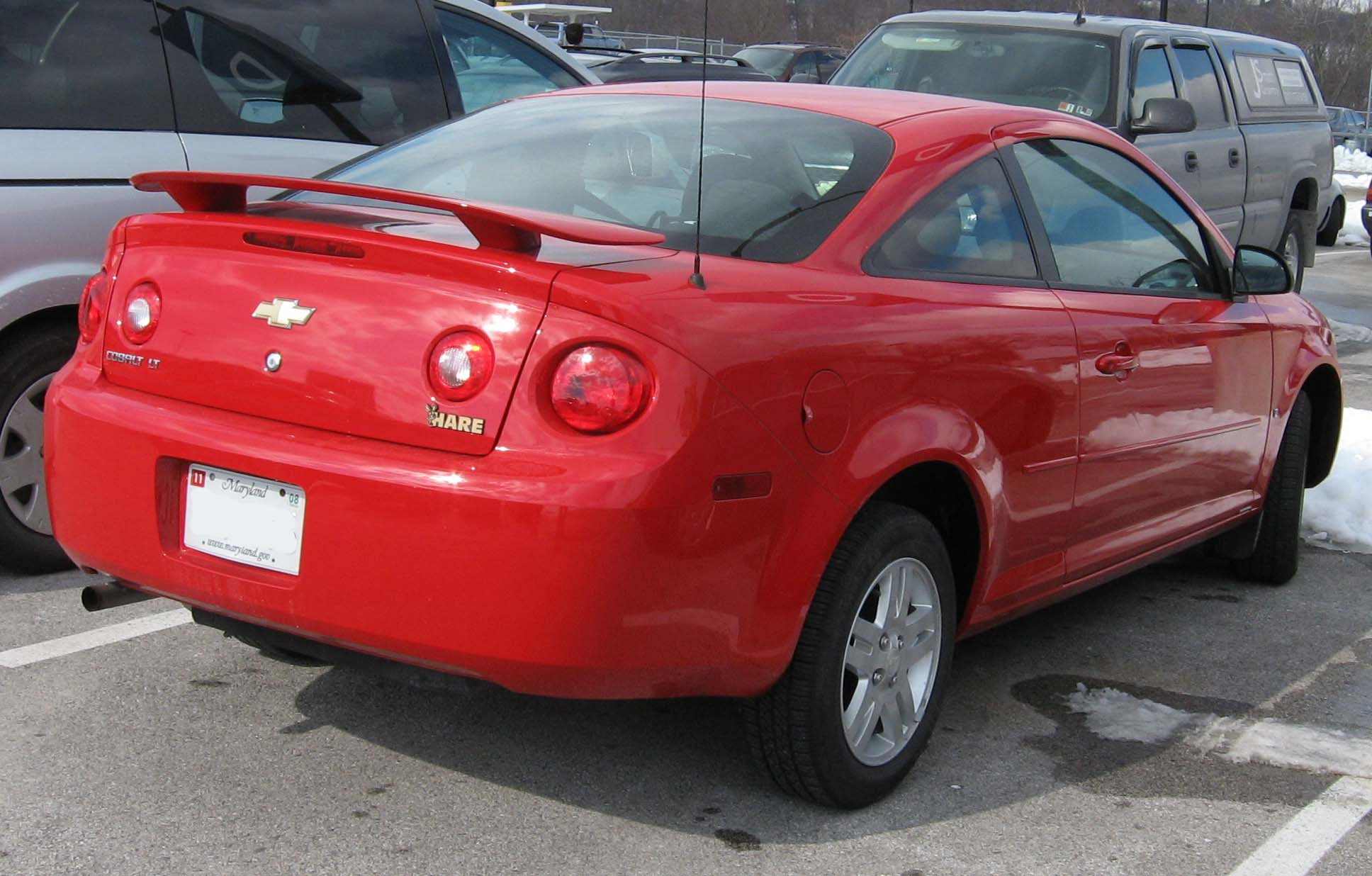
Chevrolet Cobalt coupé
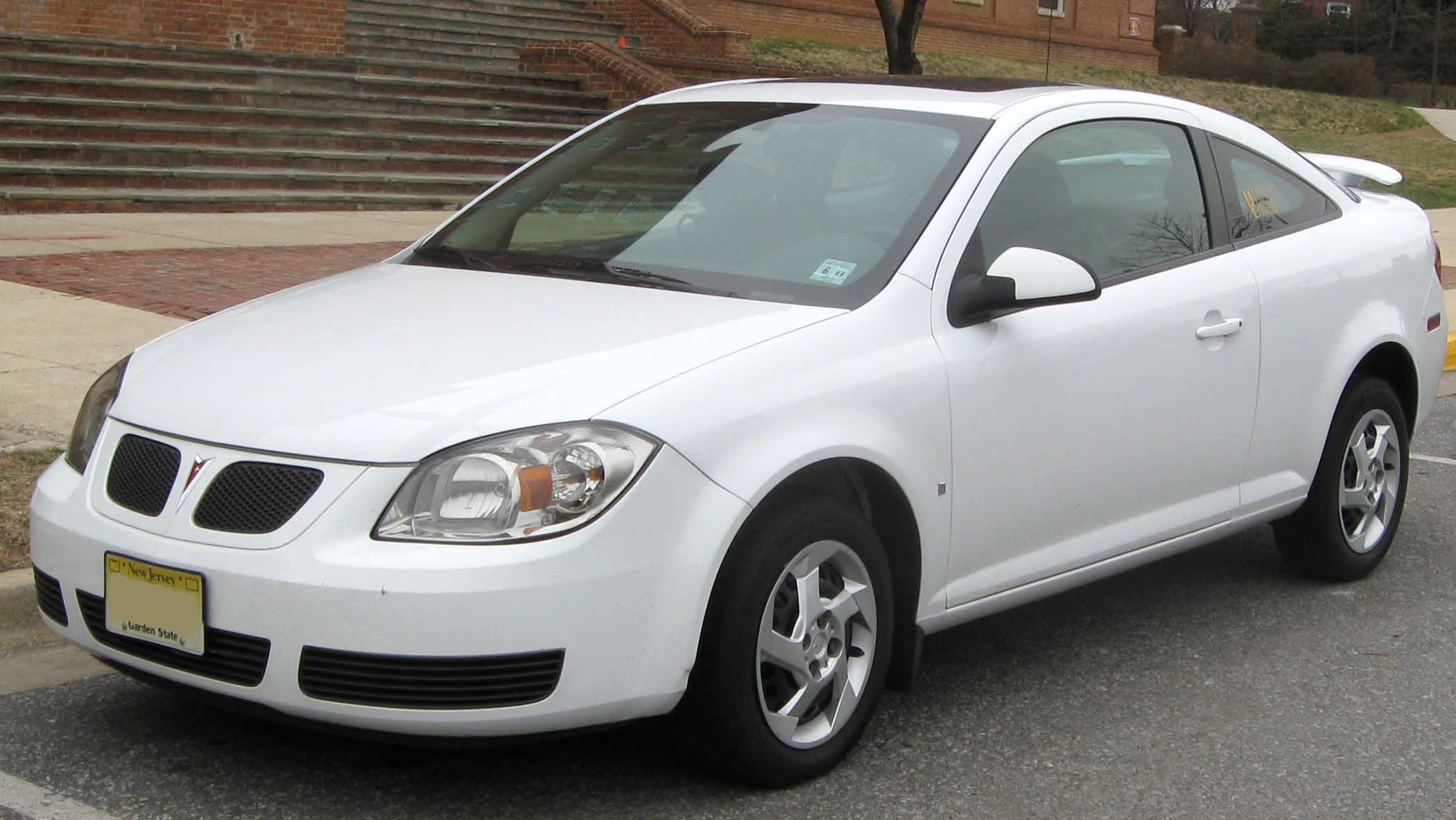
Pontiac G5 coupé
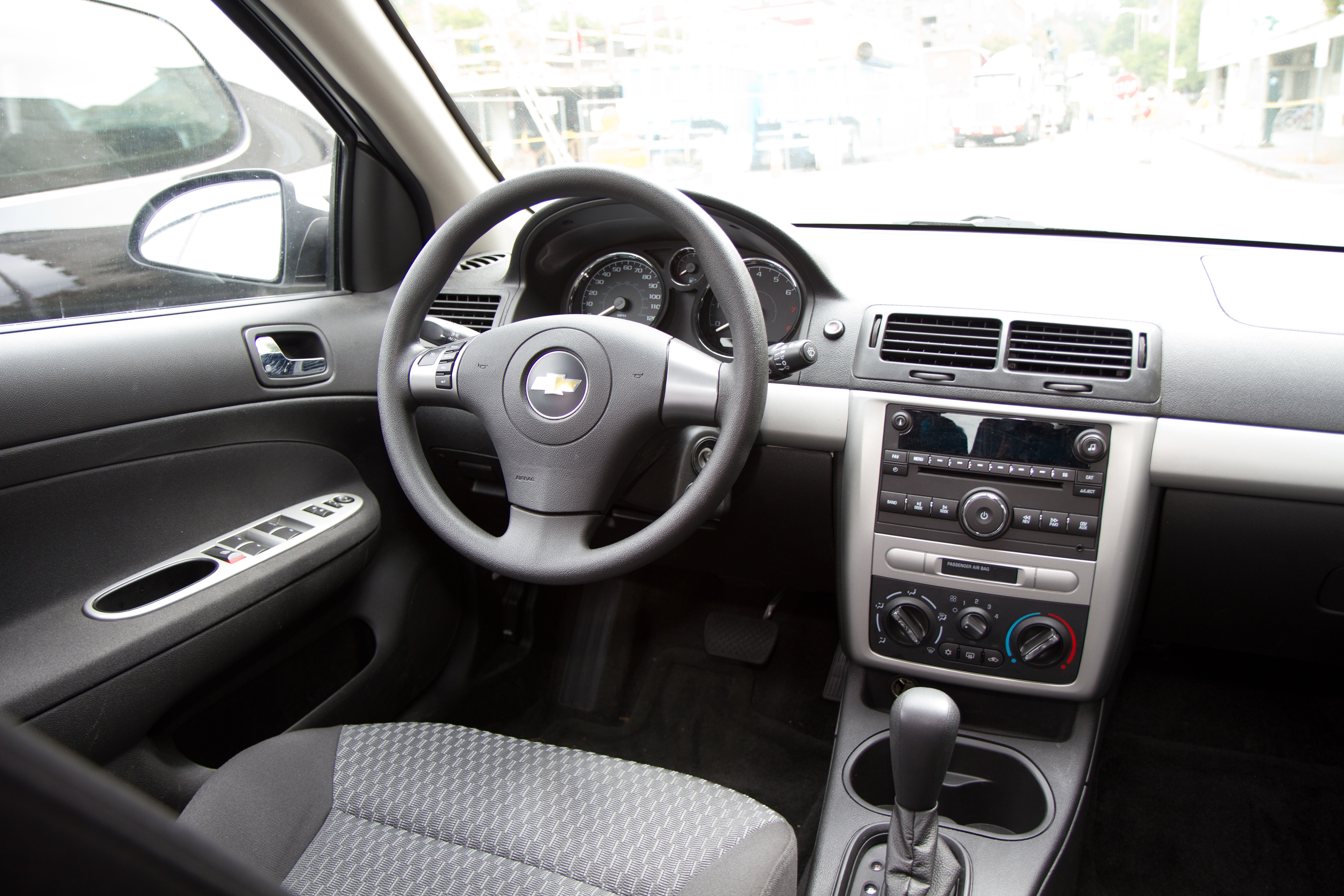
Intérieur

## Deuxième génération (2011-aujourd'hui)
En 2011, General Motors Brésil a annoncé un nouveau modèle portant ce nom pour le marché brésilien. Cette Cobalt a remplacé la Chevrolet Astra locale vieillissante. La voiture est équipée d'un moteur Econo.Flex 1,4 L. Bien qu'arborant un style frontal similaire, elle n'est pas directement liée à la Chevrolet Agile, car elle partage les fondements globaux avec la Chevrolet Sonic de 2011, tandis que l'Agile est dérivé de l'Opel Corsa B, considérablement plus ancienne, de 1993.
Chevrolet n'avait pas l'intention d'amener la Cobalt sur le marché nord-américain, qui avait déjà les Chevrolet Sonic et Chevrolet Spark comme voitures sous-compactes sur le continent. Dans la gamme GM Brésil, elle est située au-dessus de la Chevrolet Prisma et en dessous de la Chevrolet Cruze.
En janvier 2013, elle a été lancée sur le marché russe, où elle été importée d'Ouzbékistan. Là, elle été proposé avec un moteur de 1,5 litre, produisant 77 kW (105 ch) et 134 N m,. Elle a été retirée de ce marché en décembre 2015, lorsque Chevrolet a décidé de minimiser sa présence uniquement avec ses modèles emblématiques.
Elle a fait peau neuve fin 2015 pour l'année modèle 2016. Ses principaux concurrents sont la Nissan Versa et la Renault Logan.